# 정몽헌
정몽헌(鄭夢憲, 1948년 9월 14일~2003년 8월 4일)은 대한민국의 기업인으로, 현대그룹 부회장을 지냈다. 1975년 11월 현대중공업에 입사, 현대전자 대표이사 사장과 회장, 현대그룹 부회장, 현대건설 대표이사 회장 등을 역임했다. 그는 현대전자(SK하이닉스의 전신)의 설립자이기도 하다.
2002년 9월부터 대북 불법송금 사건 관련 조사를 받던 도중 2003년 8월 4일 현대계동사옥 12층 회장실에서 갑자기 투신자살하였다. 그의 유서 한 장이 사라진 점, 자살 현장에 지문이 없는 점, 진술 후 갑작스럽게 사망한 점, 고층에서 투신했으나 시신에 상처가 별로 없는 점 등 의혹이 존재하며, 일설에는 타살설 의혹이 있다. 본관은 하동.

## 생애

### 생애 초기
정몽헌은 현대그룹 창업주인 정주영의 다섯째 아들로 서울 성북구 성북동에서 태어났다. 1962년~1965년 송파구의 보성중학교, 1965년~1968년 보성고등학교를 거쳐 연세대학교 국어국문과를 졸업했다. 미국 페어레이디킨스대학교 경영대학원에서 석사 학위를 받았다.
그는 1975년 11월 현대중공업에 입사하여 현대그룹에서 활동했다. 1977년 2월 현대건설 이사가 되고, 1981년 2월부터 1988년 2월 현대상선 대표이사 사장, 1984년부터 1991년 현대전자산업 대표이사 사장, 1992년 1월부터 2000년 5월까지 현대전자산업 대표이사 회장이었다. 1996년 현대전자 대표이사 회장으로 현대그룹 부회장이 되었다. 같은 해 현대건설 대표이사 회장, 현대상선 대표이사 회장직을 겸했다.

### 현대그룹 총수
1983년 현대전자(하이닉스의 전신)을 설립하였다. 그러나 경영권 갈등 이후 현대그룹이 쪼개지면서 투자금을 감당하지 못하고, 2001년 채권단에 매각, 하이닉스에 흡수된다.
1998년 현대그룹 부회장에서 공동회장으로 임명됐다가, 아버지 정주영이 명예 회장이 되면서 현대그룹 회장에 취임하였다. 정주영 사후 금강산 관광 개발 사업을 주관하였다.

### 왕자의 난
2000년, 정주영 명예회장의 장남인 정몽구 당시 현대그룹 공동 회장과 4남인 정몽헌 당시 현대그룹 공동 회장이 그룹의 패권을 놓고 다투게 된다. 정몽구 회장은 정몽헌 회장이 해외 출장을 간 사이 3월 14일 밤 기습적으로 이익치 현대증권 회장을 고려산업개발로 전보시킨다. 이익치 회장은 정주영 명예회장과 정몽헌 회장의 최측근이었다.
이 일을 계기로 현대그룹의 경영권 계승을 둘러싸고 정주영 회장의 장남 정몽구와 갈등, 분쟁이 발생했다. 당시 대한민국 언론에서는 조선시대 이방원과 이방석 사이의 대립에 빗대 현대그룹 왕자의 난이라 불렀다.
2000년 3월 24일 귀국한 정몽헌 회장은 자신과 아버지의 측근인 이익치 현대증권회장, 김윤규 현대건설 사장, 김재수 현대그룹 구조조정본부장 등을 모아 이익치 회장의 인사 발령을 무효화하고 정몽구 회장의 현대그룹 공동회장직을 박탈한다. 정몽구 회장은 26일 아버지인 정주영 명예회장을 만나 회장직 복귀 명령을 받아내지만 몇 시간 뒤 정몽헌 회장과 그의 측근들이 정주영 명예회장을 만나 다시 그 명령을 무효화시킨다.
2000년 3월 27일 정주영 명예회장이 직접 현대경영자협의회에서 ‘정몽헌 단독 회장 체제’를 공식 승인하면서 왕자의 난은 정몽헌의 승리로 마무리되고 정몽구 회장은 8월 현대자동차와 기타 자동차 관련 계열사들을 가지고 현대그룹으로부터 계열 분리를 실시해 현대자동차그룹을 만든다.

### 생애 후반
현대가의 ‘왕자의 난’을 거치면서 형제들 사이에서 외토리가 되었는데, 이후 2002년 9월에 5억 달러 대북 불법송금 사건이 터지면서 2003년에 검찰 조사를 받았고, 추진하던 대북사업의 차질과 현대그룹의 경영 악재로 힘든 시기를 보냈다. 2003년 2월 5일, 출국금지가 일시 해제되자 직접 금강산 육로관광 답사에 참여하였다.
2003년 8월 4일, 서울시 종로구 계동 현대 사옥 12층 회장실에서 유서를 남기고 투신자살했으나 타살 의혹이 있다. 재계 인사들은 '부친의 숙원 사업이었던 대북 사업 등 가업을 제대로 잇지 못한 것이 자살을 선택하게 된 동기'로 추측했다. 그밖에 그의 유서는 5장인데 4장만 발견된 것 등에 대한 의혹도 있다. 정몽헌의 사망 후 배우자 현정은이 현대그룹 회장에 취임하였다.

### 사후
시신은 경기도 하남시 창우동 검단산 정주영의 묘소 100m 지점 아래에 안장되었다. 창우동 검단산 선영에는 그의 아버지 정주영의 묘, 조부모의 묘, 정인영 한라그룹 회장, 어머니 변중석, 큰형 정몽구의 처 이정화 등이 안장되어 있다.

## 학력
- 1965년 보성중학교 졸업
- 1968년 보성고등학교 졸업
- 연세대학교 국어국문학 학사
- 연세대학교 경영대학원 MBA
- 페어레이디킨슨대학교 경영대학원 DBA

## 경력
- 1975년 11월~1977년 1월 현대중공업 차장
- 1977년 2월~1981년 현대건설 이사
- 1981년 2월~1988년 2월 현대상선 대표이사 사장
- 1984년~1991년 현대전자산업 대표이사 사장
- 1992년 1월~2000년 5월 현대전자산업 대표이사회장
- 1996년 현대그룹 부회장, 현대건설 대표이사 회장, 현대상선 대표이사 회장
- 1998년 현대그룹 공동 회장
- 1998년~2000년 현대 경영자협의회 공동 의장 (그룹 회장)
- 2000년 3월 현대 경영자협의회 의장
- 2000년 6월 현대아산 이사회 회장
- 2002년 3월 현대상선 비상임이사

## 수상 경력
- 1986년 철탑산업훈장
- 1995년 무역의 날 금탑 산업 훈장, 신산업 경영원 올해의 정보통신인상
- 1998년 한국협상학회 제3회 한국협상대상
- 2004년 제2회 통일문화대상

## 논란과 의혹
정몽헌 회장은 3000만 달러 해외송금 진술 열흘 후인 8월 4일 사망했다. 정 회장의 죽음은 자살로 알려졌지만 그의 죽음을 둘러싼 많은 의문이 아직도 풀리지 않은 상태다.

### 타살 논란
평소와 다를 바 없었던 鄭회장의 모습」과 對北 비밀송금 사건, 現代 비자금 사건 등은 鄭회장의 죽음과 관련 여러 가지 의혹들을 낳았다. 혹시 타살된 것은 아니냐는 의혹들이었다. 특히 12층 높이에서 떨어졌는 데도 시신 발견 당시 외부로 드러난 상처가 심하지 않았다는 점도 의혹의 대상이었다.
사건 수사를 맡았던 당시 종로경찰서 곽영진 형사계장(現 202경비대 副대장)은 『사건에 대한 국민의 관심이 워낙 높았기 때문에 수사를 오픈하다시피 했던 사건이라면서 『정 회장이 타살됐을 가능성은 제로라고 했다.

### 현장의 지문 부재 의혹
현장에서 두 차례의 현장감식에 정몽헌의 지문이 발견되지 않았다. 키 174cm에 70kg이 넘는 정 회장이 성인이 통과하기 어려운 반 개폐식 창문틀을 통과하면서 지문을 남기지 않았다. 두 차례에 걸쳐 현장 지문감식을 실시한 경찰도 그의 지문을 확보하지 못했다. 창문틀에는 산 자의 지문만 남았을 뿐, 죽은 자의 지문은 없었다. 정회장의 지문이 사라진 것도 의혹의 대상이 되고 있다.

### 유서 1장 실종 의혹
정몽헌의 측근은 경찰이 신고를 받고 현장에 도착하기 전 정 회장 주변 인물이 정 회장 사무실에 먼저 다녀갔다. 그 과정에서 유서 1장이 없어졌다고 밝혔다. 월간조선의 기자가 취재 도중 기자는 익명을 요구한 정몽헌 회장의 최측근으로부터 사라진 유서에 대한 증언을 들을 수 있었다. 최초 鄭회장의 사무실에는 경찰이 발표한 것과 달리 유서 5장이 정 회장의 책상 위에 놓여 있었다는 내용이다. 이 대목은 월간조선 2월호의 검찰관계자 증언과 일치하는 부분이다.
정 회장의 최측근으로 일했던 한 인사는 애초 정 회장이 투신한 사무실의 책상에는 월간조선 2월호에서 검찰관계자가 증언한 대로 유서가 4장이 아니라 5장이 놓여 있었다며 유서 1장은 정 회장 주변 인물이 경찰이 현장에 도착하기 전 없앤 걸로 안다고 했다. 정몽헌의 유서 중 1장은 누가 가져갔으며, 언제 어디에서 사라졌는지, 숨기고 있다면 누가 보관하고 있는지 여부가 확인된 것이 없다.

## 가족
- 할아버지: 정봉식
- 할머니: 한성실
  - 아버지: 정주영(1915~2001)
  - 어머니: 변중석(1921~2007)
    - 형: 정몽필(1934~1982)
    - 형: 정몽구(1938~)
    - 형: 정몽근(1942~)
    - 누나: 정경희(1944~)
    - 형: 정몽우(1945~1990)
    - 장인: 현영원(전 현대상선 대표이사 회장)
    - 장모: 김문희(김무성 이복누나)
    - 배우자: 현정은(1955~)
    - 사촌 처남: 고윤
      - 장녀: 정지이(1977~)
      - 사위: 신두식(1974~)
        - 외손녀: 신혜윤(2013~)

      - 차녀: 정영이(1984~)
      - 장남: 정영선(1985~)

    - 동생: 정몽준(1951~)
    - 동생: 정몽윤(1955~)
    - 동생: 정몽일(1959~)
    - 동생: 정정인(1979~)
    - 동생: 정정임(1981~)

## 기타
1999년 1월 금강산 개발 관련 전담법인의 이름을 아산으로 제안했다 한다. 현대는 당초 전담법인의 이름을 '금강산개발주식회사'로 추진했으나, 정몽헌 회장이 '아산'을 제안한 것으로 알려졌다. 아산은 그의 아버지 정주영의 고향 마을 이름이자 아호였다.
정몽헌은 보성고등학교 58기 졸업생이고, 그의 삼촌 정세영은 보성고등학교 39기 졸업생이다.